# Scaphirhynchus suttkusi
Espèce
Statut de conservation UICN

 CR A4cde : 
En danger critique
Statut CITES
Scaphirhynchus suttkusi est une espèce de poissons appartenant à l'ordre des Acipenseriformes.